# Puthukkad
Puthukkad es una ciudad censal situada en el distrito de Thrissur en el estado de Kerala (India). Su población es de 12615 habitantes (2011). Se encuentra a 14 km de Thrissur y a 59 km de Cochín.

## Demografía
Según el censo de 2011 la población de Puthukkad era de 12615 habitantes, de los cuales 6094 eran hombres y 6521 eran mujeres. Puthukkad tiene una tasa media de alfabetización del 95,70%, superior a la media estatal del 94%: la alfabetización masculina es del 96,98%, y la alfabetización femenina del 94,52%.